# Нойенкирхен (Люнебургская пустошь)
Нойенкирхен (нем. Neuenkirchen) — община в Германии, в земле Нижняя Саксония.
Входит в состав района Зольтау-Фаллингбостель. Население составляет 5715 человек (на 31 декабря 2010 года). Занимает площадь 97,46 км².